# Bula Quo!
Bula Quo! — тридцятий студійний альбом британського рок-гурту Status Quo, який був випущений 10 червня 2013 року.

## Список композицій
1. Looking Out for Caroline - 4:00
2. GoGoGo - 4:16
3. Run and Hide (The Gun Song) - 4:12
4. Running Inside My Head - 3:42
5. Mystery Island - 4:22
6. All That Money - 3:13
7. Never Leave a Friend Behind - 2:51
8. Fiji Time - 3:15
9. Bula Bula Quo - 3:50
10. Living on an Island - 3:45
11. Frozen Hero - 4:20
12. Reality Cheque - 4:05
13. Rockin' All Over the World - 4:27
14. Caroline - 6:19
15. Beginning of the End - 4:25
16. Don't Drive My Car - 3:49
17. Pictures of Matchstick Men - 2:29
18. Whatever You Want - 5:10
19. Down Down - 5:04

## Учасники запису
- Френсіс Россі - вокал, гітара
- Рік Парфітт - вокал, гітара
- Джон Едвардс - бас-гітара
- Метт Летлі - ударні
- Енді Боун - клавішні